# Панченко, Александр Михайлович
Алекса́ндр Миха́йлович Па́нченко (25 февраля 1937, Ленинград — 28 мая 2002, Санкт-Петербург) — советский и российский филолог, исследователь русской литературы и культуры, академик РАН (1991), лауреат Государственной премии России (1996). Автор историко-литературных фильмов и телепередач.

## Биография
Родился в семье литературоведов, работавших в Пушкинском Доме (ИРЛИ). Отец А. М. Панченко — Михаил Андреевич Панченко (1909—1942) — был первым аспирантом Пушкинского Дома.
В 1953 году поступил в Ленинградский университет, в 1957 году направлен на учёбу в Карлов университет в Праге. Окончил оба заведения в 1958 году.
В 1958—1961 годах учился в аспирантуре ИРЛИ.
В 1964 году защитил диссертацию на соискание учёной степени кандидата филологических наук по теме «Чешско-русские литературные связи XVII века»).
С 1962 года — сотрудник Сектора древнерусской литературы ИРЛИ, с 1978 года — заведующий Группой по изучению русской литературы XVIII в. (с 1986 года — Сектор русской литературы XVIII в.), с 1988 года — заведующий Отделом новой русской литературы, член Учёного совета.
В 1972 году защитил диссертацию на соискание учёной степени доктора филологических наук «Русская силлабическая поэзия XVII века».
Параллельно в 1975—1984 годах преподавал в ЛГИК, с 1984 года — профессор ЛГПИ. В 1992 году читал лекции по русской литературе в Высшей школе социальных наук в Париже.
Научный консультант Древлехранилища Пушкинского Дома (с 1976 года). Член редколлегии журнала «Русская литература» (с 1979 года), «Вестник Российской академии наук» (с 1998 года). Член Союза писателей СССР (с 1980 года).
Председатель Комиссии РАН по истории филологических наук и Научного совета РАН по русской культуре.
В 1998 году награждён международной премией Святых равноапостольных братьев Кирилла и Мефодия.
Скоропостижно скончался 28 мая 2002 года. Похоронен в Санкт-Петербурге на Никольском кладбище Александро-Невской лавры.
Сын Александра Михайловича и журналистки Ирины Муравьёвой (1934—2022) — Александр Александрович Панченко (род. 1971), так же как отец и дед, является сотрудником Пушкинского Дома и также связал свою жизнь с филологией (доктор филологических наук, профессор).
Вторая жена — Валентина Копылова-Панченко, заслуженный артист Российской Федерации, основатель, художественный руководитель и дирижер Санкт-Петербургского камерного хора «Россика».

## Научные взгляды
В работе «Русская культура в канун Петровских реформ» исследовал систему ценностей и понятий русского общества XVII века. Подробно анализировал место смеховой культуры в православном мировоззрении допетровской и петровской Руси. Согласно его концепции, мир русского православного человека отводил необходимое место скоморошеству:

Понятно, что ремесло «весёлых людей» находилось в непримиримом противоречии с православной трактовкой смеха. Понятно, отчего Церковь строго и неукоснительно их порицала… Самый факт обличений вовсе не доказывает, что скоморошество находится вне православной культуры (хотя оно явно вне православных идеалов). Всегда обличается грех, но жизнь без греха попросту невозможна («един Бог без греха»; бегайте того, кто говорит «я без греха», наставляют древнерусские поучения, — он хуже убийцы, его обуревает сатанинская гордыня, он не способен к покаянию). Всегда обличаются дьявол и бесы, но и без них, так сказать, не обойтись. Они наказывают грешников в аду. На этом свете они соблазняют людей, провоцируют их к злу, слабых бесповоротно губят, а тех, кто в силах побороть соблазн, в конечном счёте укрепляют в добре. Как бы то ни было, Бог «попущает» бесам. Может быть, «весёлым» — скоморохам — тоже «попущали» власти Древней Руси?

Скоморохи были людьми крещёными и долгое время от Церкви не отлучались. В жалованных грамотах конца XV—XVI веков «общение со скоморохами объявлено делом вполне добровольным. Каждый волен пользоваться или не пользоваться их услугами». В XVII веке разворачивается программа оцерковления жизни: «Раньше благочестие и веселье были если не в состоянии равноправия, то в состоянии равновесия. Теперь на первый план выдвигается благочестие, жизнь с „молитвами, поклонцами и слезами“, как говорил Аввакум». Реабилитация смеховой культуры произошла в царствование Петра.
Раскрыл смысл титулования царей XVII века «тишайшими»:

В государственной фразеологии «мятеж» регулярно противопоставляется «тишине». Из этого следует, что «тишайший» монарх — это «обладатель тишины», царь, который умеет поддержать порядок. Слово «тишайший» — титулярный элемент (хотя в официальный титул оно так и не вошло).

Панченко рассматривал мировоззрение Пушкина в контексте дебатов начала XIX века о переводе Библии на современный русский язык («Ранний Пушкин и русское Православие»), анализировал характерный для русской культуры феномен восприятия писателей как «мирских святых» («Русский поэт, или мирская святость как религиозно-культурная проблема»).

Могила А. М. Панченко на Никольском кладбище Александро-Невской лавры в Санкт-Петербурге

## Отзывы
Он внешне был совсем не похож на академика в традиционном обличье, представленном советскими кинематографистами и живописцами XX века. Вместо академической шапочки — щегольская и вместе с тем демократичная кепка, вместо подстриженной бородки клинышком — бородища лопатой, рост — гвардейский, голос — дьяконский, а трость, с которой он ходил в последние годы жизни, выглядела не тростью, а дубиной… Панченко сравнивали то с Ильёй Муромцем, то с «мужицким императором» Александром III. Рaжий мoлодец, только и скажешь, тем более что ражесть, по Далю, — доблесть с телесною силою.
А телесная сила для филологии очень даже нужна. Не для того только, чтобы книжки таскать, а чтобы сил хватило доходить до истины, не сворачивать, не уступать, не завораживаться болотными огнями, светящимися тут и там…
Александр Михайлович был щедро одаренным человеком: он внятно и зримо писал о сложнейших филологических проблемах. Труды А. М. Панченко могут помочь делом и современному словеснику.

## Адреса в Ленинграде и Санкт-Петербурге
- Жил на Гаврской улице[9].

## Основные работы
- Панченко А. М. Чешско-русские литературные связи XVII века. — Л.: «Наука», Ленигр. отд., 1969. — 181 с.
- Русская силлабическая поэзия XVII—XVIII вв. Вступ. ст., подг. текста и примеч. А. М. Панченко. Общ. ред. В. П. Адриановой-Перетц. — Л.: «Сов. писатель», Ленингр. отд., 1970. — 422 с.
- История жанров в русской литературе X—XVII вв.: Сб. статей. Отв. ред. А. М. Панченко. — Л.: «Наука», Ленингр. отд., 1972. — 467 с.
- Рукописное наследие Древней Руси. По материалам Пушкинского дома. Сб. статей. Отв. ред. А. М. Панченко. — Л.: «Наука», Ленингр. отд., 1972. — 423 с.
- Панченко А. М. Русская стихотворная культура XVII века. — Л.: «Наука», Ленингр. отд., 1973. — 280 с.
- Лихачев Д. С., Панченко А. М. «Смеховой мир» Древней Руси. — Л.: «Наука», Ленингр. отд., 1976. — 204 с.
- Польская поэзия XVII века. Сб. Пер. с польск. Сост. и примеч. А. М. Панченко. — Л.: «Худож. лит.», Ленингр. отд., 1977. — 206 с.
- Лихачев Д. С., Панченко А. М., Понырко Н. В. Смех в Древней Руси. — Л.: «Наука», Ленингр. отд., 1984. — 295 с.
- Панченко А. М. Русская культура в канун петровских реформ. Отв. ред. Д. С. Лихачев. — Л.: «Наука», Ленингр. отд., 1984. — 205 с.
- Древнерусская книжность. По материалам Пушкинского дома. Сб. науч. тр. Отв. ред. А. М. Панченко. — Л.: «Наука», Ленингр. отд., 1985. — 348 с.
- Словарь русских писателей XVIII века. В 3-х вып. Отв. ред. А. М. Панченко. — Л.: «Наука», Ленингр. отд.:

- Вып. 1. А—И. — 1988. — 357 с.
- Вып. 2. К—П. — 1999. — 508 с.
- Вып. 3. Р—Я. — 2010. — 471 с.
- Вып. 4. Указатели. — М.; С.-Пб.: «Альянс-Архео», 2021. — 426 с.

- Гумилев Л. Н., Панченко А. М. Чтобы свеча не погасла: диалог. — Л.: «Советский писатель», 1990. — 125 с.
- Путешествие стольника П. А. Толстого по Европе, 1697—1699. Отв. ред. А. М. Панченко. — М.: «Наука», 1992. — 382 с.
- Гумилев Л. Н. От Руси до России: очерки по русской истории. 8—11-е классы. Пособие для учащихся. Под ред. А. М. Панченко. — М.: «Дрофа»; «Наталис», 1996. — 351 с.
- Панченко А. М. Русская история и культура. Работы разных лет. — С.-Пб.: «Юна», 1999. — 517 с.
- Очерки истории русской литературной критики. В 4-х тт. Отв. ред. А. М. Панченко. — С.-Пб.: «Наука», 1999.
- Панченко А. М. О русской истории и культуре. — С.-Пб.: «Азбука», 2000. — 463 с.
- Панченко А. М. Я эмигрировал в Древнюю Русь. Россия: история и культура. — С.-Пб.: Изд-во журнала «Звезда», 2008. — 543 с.
- Панченко А. М. Парадоксы русской истории. Сб. работ. — С.-Пб.: Изд-во журнала «Звезда», 2012. — 504 с.